# Istoria limbii franceze
Istoria limbii franceze începe odată cu cucerirea Galiei de către romani, terminată în secolul I î.Hr. Limba latină populară este adoptată treptat de populația autohtonă, în cursul unei perioade de bilingvism care durează până în secolul al V-lea. Limba galică o influențează pe cea latină, constituind substratul viitoarei limbi franceze. Se formează astfel o limbă numită de lingviști galo-romană.
Secolele V-VIII sunt perioada limbii galo-romane, la începutul căreia nordul Galiei este cucerit de către tribul germanic al francilor. Acesta își impune puterea politică înființând un regat, dar limba galo-romană o asimilează pe cea a francilor. Totuși, elemente ale acesteia dau un suprastrat viitoarei limbi franceze. Limba galo-romană este fărâmițată în dialecte. Cele din nordul Galiei, sub influența francă, încep să formeze o grupare numită oïl, iar cele din sud, cu alte trăsături comune, încep să formeze gruparea dialectelor oc.
Din perioada limbii protofranceze (sec. VIII-X) datează primele texte scrise ce reflectă o limbă diferită de latină. În secolul al IX-lea se diferențiază net dialectele oïl de cele oc.
În perioada francezei vechi (secolele X-XIV) se scrie în mai multe dialecte oïl, dar în ele, trăsăturile comune sunt relativ numeroase. Deși primele opere literare nu sunt scrise în acesta, unul dintre dialecte, numit françois, vorbit în regiunea din jurul Parisului, corespunzătoare aproximativ domeniului regal, câștigă prestigiu. Trăsăturile comune încep să se răspândească în vorbire datorită prestigiului dialectului françois, de asemenea formându-se și răspândindu-se treptat o limbă scrisă comună, deoarece începe să fie folosită și în administrația regală, pe lângă latină. De aici încolo, istoria limbii franceze va fi cea a răspândirii și impunerii treptate a acestei limbi comune, pe măsură ce regatul își extinde dominația pe tot teritoriul Franței actuale, în partea de sud a Belgiei, în vestul Elveției și în teritorii de pe alte continente, evoluând și îmbogățindu-se continuu cu elemente din idiomurile pe care le înlocuiește în mare parte și cu împrumuturi din multe limbi străine.
În secolele XIV-XVI (perioada francezei medii), limba evoluează, printre altele simplificându-se prin eliminarea declinării. În secolul al XVI-lea, cel al Renașterii, se împrumută multe latinisme și italianisme, iar limba literară se îmbogățește și cu cuvinte din celelalte idiomuri vorbite în țară. Apar primele lucrări lingvistice (dicționare, gramatici) care se ocupă de limba franceză, împreună cu preocupări de unificare a limbii literare. În același timp, regalitatea caută să înlocuiască latina în administrație și în justiție.
Secolele XVII (cel al clasicismului) și XVIII (epoca Luminilor) sunt perioada francezei clasice și de trecere la franceza modernă. În secolul al XVII-lea, limba literară este standardizată în contextul mai general al autoritarismului ce caracterizează regimul, normele impunând un lexic „purificat”, relativ sărac, dar o structură gramaticală fixată în mod rațional, iar în secolul al XVIII-lea, și lexicul ajunge să țină pasul cu necesitățile limbajelor de specialitate. Este perioada în care, datorită prestigiului culturii pe care o poartă, franceza este limba de comunicare internațională a elitelor politice și intelectuale, dar încă nu se impune majoritar în vorbirea curentă din provinciile Franței, unde domină idiomurile locale.
În secolul al XVIII-lea, franceza intră în perioada sa modernă. Revoluția franceză de la sfârșitul secolului face din franceză o limbă națională, pe care caută să o impună în mod autoritar în toată Franța. În această perioadă, franceza continuă să câștige teren, deși nu în măsura dorită de autoritățile revoluționare. Impunerea francezei ca politică de stat se intensifică în cursul secolului al XIX-lea prin intermediul școlii, momentul decisiv fiind instituirea învățământului primar public, gratuit și obligatoriu. De atunci, extinderea treptată a duratei școlarizării duce la utilizarea francezei de către toți locuitorii, în detrimentul idiomurilor locale.
În secolul al XX-lea, franceza contemporană cunoaște o pierdere de teren pe plan mondial în favoarea limbii engleze, dar continuă să fie una din limbile de comunicare internațională, căutându-se printr-o politică lingvistică oficial adoptată să se limiteze pe cât posibil influența englezei asupra ei, și să se mențină răspândirea pe care o mai are în lume.

## Formarea limbii galo-romane (secolele I î.Hr. – V d.Hr.)
Cucerirea Galiei de către romani s-a extins pe mai multe decenii. În anul 120 î.Hr., ei au înființat provincia Gallia Transalpina, pe teritoriul actualei Provence, și au terminat cucerirea întregului teritoriu până inclusiv partea de sud a Belgiei actuale, în anii 58-51 î.Hr.
Romanii au supus în Galia mai multe popoare: greci, care colonizaseră regiunea din jurul Marsiliei încă din secolul al VII-lea î.Hr.; liguri, popor neindo-european care trăia în sud-estul Franței actuale și în regiunea vecină din Italia actuală; iberi, alt popor neindo-european care popula actuala Spanie și sud-vestul Franței; populație germanică în nord-estul Galiei; în sfârșit, gali, popor celtic, care erau cei mai numeroși.

### Stratul latin
După cucerire, în Galia s-au așezat în jur de 200.000 de romani: funcționari, militari, coloni, care vorbeau latina populară. Populația locală a adoptat treptat această limbă, care nu s-a impus forțat, ci din considerente practice. În primul rând, latina era un factor de promovare socială. Nu putea fi cetățean roman, cu avantajele care decurgeau din acest statut, decât cel care adopta obiceiurile, religia și limba cuceritorilor. Cei care voiau să intre în sistemul administrativ roman trebuiau de asemenea să cunoască latina. Dar latinizarea nu a atins numai elitele, ci și oameni de condiție modestă, de exemplu prin încorporarea în armata romană. Alt mijloc de extindere a latinei, inclusiv la țară, au fost așezările de coloni romani care primeau pământuri în Galia pentru diverse servicii aduse statului. Rețeaua rutieră extinsă construită de romani a contribuit de asemenea la latinizare până în regiuni îndepărtate de orașe. Un factor important de latinizare a fost răspândirea creștinismului, accentuată în secolul al IV-lea.
Adoptarea latinei de către populația galică s-a efectuat într-o perioadă lungă de bilingvism. În orașe, limba galilor a început să fie abandonată în secolul al II-lea, dar a continuat să fie folosită la țară până la sfârșitul secolului al IV-lea, după unii autori, dar după alții până la sfârșitul secolului al V-lea.
Latina a lăsat moștenire francezei multe cuvinte comune latinei clasice și celei populare, dar și multe folosite numai în latina populară, de exemplu MANDUCARE > franceza modernă manger „a mânca”, CALDUS > fr. mod. chaud „cald”, ORICLA > fr. mod. oreille „ureche”, FACIA > fr. mod. face „față”.
În afară de elemente lexicale, franceza a moștenit și trăsături gramaticale apărute deja în latina populară. În aceasta apar, de exemplu, formele verbale analitice precum viitorul de tipul CANTARE HABEO > *CANTARAYYO > fr. mod. chanterai „voi cânta” și trecutul de tipul HABEO PANEM MANDUCATUM > AYYO PANE MANDUCATU literal „am pâine mâncată”, de unde forma de perfect compus fr. mod. j’ai mangé du pain „am mâncat pâine”. Tot în latina populară, forma de pasiv cu valoare de trecut AMATUS SUM „am fost iubit” ia valoare de pasiv prezent, de unde fr. mod. je suis aimé „sunt iubit”. Unele sintagme devin locuțiuni adverbiale care vor evolua în adverbe propriu-zise, de exemplu IN HAC HORA fr. mod. encore „încă”. Totodată apare procedeul de derivare a adverbelor din adjective, cu cuvântul MENTE (ablativul lui MENS „minte”) devenit sufix: SOLAMENTE „în mod individual, izolat” > fr. mod. seulement „numai”.
Din cauza reducerii numărului de cazuri la două, nominativ și acuzativ, ba chiar a confuziei dintre acestea prin dispariția din vorbire a desinenței de acuzativ -m (ROSAM > ROSA, ca nominativul ROSA „trandafir”), ia amploare folosirea prepozițiilor: AD pentru dativ și acuzativ (EO ROMAM > EO AD ROMA > fr. mod. je vais à Rome „merg la Roma”), DE pentru genitiv. Tot din cauza reducerii formelor cazuale, topica propoziției se schimbă așa cum va fi moștenită de franceză: atributul adjectival și cel substantival la genitiv se plasează după substantivul comun determinat, predicatul ia o poziție mediană în loc de finală.
În sistemul fonetic al latinei populare au de asemenea loc schimbări ce vor fi moștenite de franceză. Crește numărul vocalelor, prin înlocuirea sistemului „vocale scurte vs. vocale lungi” din latina clasică cu un sistem „vocale semideschise vs. vocale semiînchise”. Astfel, ĕ scurt devine [ɛ] semideschis, ē lung > [e] semiînchis scurt, ŏ scurt > [ɔ] semideschis, iar ō lung > [o] semiînchis. Unele vocale scurte cad: CALIDUS > CALDUS > fr. mod. chaud „cald”. Unii diftongi se reduc: AURUM > ORU(M) > fr. mod. or „aur”. Apare consoana [v]: VIVERE (pronunțat în latina clasică [wiwere]) > VIVERE [vivere] > fr. mod. vivre „a trăi”. Consoana [s] (surdă) intervocalică se sonorizează, apărând astfel consoana [z]: ROSA [rosa] > [roza] > fr. mod. rose „trandafir”. Apar și consoanele africate, de exemplu [k] înaintea lui [e] și [i] mai întâi se palatalizează, devenind [kj] sau [tj], apoi [t͡s] în Galia, unde, între două vocale, aceasta se sonorizează: PLACERE [plajd͡zere] > fr. mod. plaisir „plăcere”).
În secolul al IV-lea, latina vorbită în jumătatea de nord a Galiei nu mai era identică cu cea vorbită în sudul ei.

### Substratul galic
Galii formau o mulțime de triburi care, în majoritatea lor, vorbeau numeroase varietăți regionale ale limbii galice, probabil reciproc inteligibile, deoarece aveau un fond comun important. În cursul procesului de adoptare a limbii latine, aceasta a fost influențată de limba galilor, care a constituit un substrat pentru viitoarea limbă franceză.
Limba galilor este puțin cunoscută, în ciuda unui corpus crescând de inscripții descoperite cu ocazia unor săpături arheologice, compus din propoziții scurte, fragmente de expresii, a căror interpretare este dificilă. Se știe despre această limbă că era flexionară, cu un lexic bogat în cuvinte derivate și cuvinte compuse.
Cuvinte de origine galică certă (în afară de toponime) sunt numai circa 100 în lexicul francez actual (vezi exemple în articolul Lexicul limbii franceze, secțiunea Substratul galic). În afară de acestea mai sunt probabil și altele, dar etimologia lor nu este lămurită.
Din limba galilor s-au păstrat și unele sufixe lexicale. În toponimie, un astfel de sufix este -acon care a devenit în galo-romană -acum și a dat în franceză terminațiile de toponime cu variantele grafice -ey, -ay, -é și -y.
Influența galică asupra evoluției fonetice a latinei vorbite în Galia nu este complet documentată, dar este dovedită de unele fenomene atestate de inscripții. Astfel este evoluția grupurilor consonantice [pt] și [ps], care s-au confundat cu [kt], respectiv [ks], apoi au evoluat în [xt], [xs], iar ulterior în [i̯t], [i̯s] ([i̯] fiind al doilea element al unui diftong). Exemplu: CAPTĪVUS > [kaxtivus] > franceza veche chaitif > fr. mod. chétif „plăpând, firav”, CAPSA > *[kaxsa] > fr. mod. caisse „ladă”.
Vocala [y] exista în limba galilor și s-ar putea ca franceza să o fi moștenit din aceasta, ca și limba bretonă, cea occitană și cea francoprovensală. Limba galilor avea și consoana africată [t͡s], care va evolua în [s]: galică *[t͡sukka] > fr. mod. souche „buturugă”.

## Limba galo-romană (sec. V-VIII)
Fărâmițarea teritorială a latinei s-a accelerat după căderea Imperiului Roman de Apus (anul 476) și se poate considera că în secolul al V-lea limba galo-romană era formată, continuându-și evoluția.

### Suprastratul germanic
În secolul al V-lea, partea de nord a Galiei a fost ocupată de franci, care au înființat aici un regat.
În anul 486, regele Clovis I al francilor îl învinge pe ultimul reprezentant al autorității romane la Soissons și își extinde puterea de la Rin până la Loara, apoi se creștinează, câștigând astfel sprijinul populației galo-romane. Numărul francilor este relativ redus (circa 5%) față de cel al galo-romanilor și, după o perioadă de bilingvism germano-galo-roman, majoritatea lor adoptă limba populației galo-romane, influențând totuși această limbă în asemenea măsură, încât această influență constituie un suprastrat în formarea limbii franceze.
În ceea ce privește fonetismul, din francă se preia, de exemplu, consoana [w] împreună cu un cuvânt ca werra. Ulterior, această consoană va evolua în [gʷ], apoi în [ɡ]: werra > gwerra > fr. mod. guerre „război”. Și în cuvinte latinești, [v] inițial de cuvânt este interpretat sub influență germanică drept [w]: VESPA > wespa > fr. mod. guêpe „viespe”. Alt vestigiu germanic este h aspirat, pronunțat în perioada împrumutării [h] și dispărut ulterior din pronunțare, de exemplu în cuvântul la hache „toporul”. H a apărut și ca inițiala unor cuvinte de origine latină, precum haut „înalt”, sub influența cuvântului germanic *hauh sau *hôh cu același sens. Tot influenței germanice i se poate atribui diftongarea vocalelor accentuate [a] (CAPRA > fr. veche chievre > fr. mod. chèvre „capră”), [e] (TRES > fr. mod. trois „trei”) și [o] (FLORE > fr. mod. fleur „floare”), accentul germanic fiind mai puternic decât cel latin și provocând lungirea considerabilă a vocalelor accentuate, odată cu scurtarea celorlalte. Ca urmare, [a] final evoluează în [ə] și alte vocale finale dispar.
În prinvința structurii gramaticale, influența germanică este probabilă, dar dificil de estimat. I se pot atribui, în franceza veche, plasarea atributului adjectival înaintea substantivului determinat și a subiectului după predicat, când propoziția începe cu un complement, fenomene care vor dispărea mai târziu. Este posibil ca tot sub influență germanică să fi evoluat din substantivul om „om” pronumele nehotărât on exprimând și în franceza actuală subiectul nedefinit: on dit „se spune”.
În lexicul limbii franceze actuale sunt circa 550 de cuvinte uzuale din suprastratul germanic. (În afară de guerre și hache date mai sus, vezi mai multe exemple în Lexicul limbii franceze, secțiunea Suprastratul germanic.)
Influența francă, ce s-a manifestat numai în jumătatea de nord a Galiei, a contribuit la accentuarea diferențelor dintre dialectele galo-romane din nord, cunoscute sub numele de dialecte oïl, de cele din sud, numite dialecte oc. Din acestea din urmă va rezulta limba occitană.

## Limba protofranceză (sec. VIII-X)

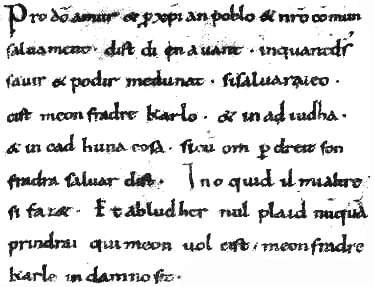
Fragment din Jurămintele de la Strasbourg

Spre sfârșitul secolului al VIII-lea, populația de rând a Galiei nu mai înțelege latina bisericească și apare conștiința faptului că se vorbește o limbă diferită de latină. De aceea, la conciliul din Tours (anul 813), preoților li se impune să predice într-un limbaj numit în documentele conciliului rustica romana lingua.
În anul 842, Ludovic Germanul, regele francilor răsăriteni, și fratele său, Carol cel Pleșuv, regele francilor occidentali, jură să fie aliați în opoziția față de fratele lor mai mare Lothar. Textul care consfințește alianța este cunoscut sub numele de Jurămintele de la Strasbourg, redactat în principal latinește, dar cu părți destinate a fi citite armatelor celor doi, scrise în cele două limbi ale acestora, rustica romana lingua (protofranceza) și limba germanică a francilor răsăriteni.
Deși rustica romana lingua păstrată în scris nu mai este limba latină, ea nu poate fi considerată nici redarea fidelă a limbii vorbite de popor, pentru că aparține clericilor. Aceștia sunt influențați de latina bisericească a epocii și chiar de latina clasică, dat fiind că secolele VIII-IX sunt perioada așa-numitei „renașteri carolingiene”, în care s-a studiat intens latina clasică. Atunci devine latina un izvor important de împrumuturi, care nu va seca în toată istoria limbii franceze (vezi Lexicul limbii franceze, secțiunea Împrumuturi latinești).
În secolul al IX-lea se încheie procesul de diferențiere netă a dialectelor din nord, oïl, de cele din sud, oc. Între acestea se interpune o grupare de trecere, cea a dialectelor francoprovensale.
Dialectele oïl sunt la început relativ puțin numeroase și formează un ansamblu relativ omogen. Se disting dialectele picard, normand, burgund și unul numit françois. Această denumire provine din cea pe care o are începând cu secolul al VIII-lea regatul lui Carol cel Mare, Francia, apoi cele ale urmașilor săi: Francia Răsăriteană, Francia de Mijloc și Francia Occidentală. Aceasta din urmă va deveni France „Franța”. În interiorul Franciei Occidentale ia naștere în secolul al IX-lea un ducat al Franței între Sena și Loara, iar în mod și mai restrâns, este denumită France regiunea dintre Sena, Marna și Oise, numită mai târziu Île-de-France. Dialectul din această regiune este numit françois.

## Limba franceză veche (sec. X-XIV)
Spre sfârșitul secolului al X-lea moare ultimul rege carolingian al Franciei occidentale și este ales rege Hugo Capet, care fondează dinastia Capețienilor și instaurează moștenirea tronului de către primul fiu născut, renunțând la obiceiul de a-și împărți regatul între toți fiii. Hugo Capet este totodată primul rege a cărui limbă maternă nu mai este cea francă, ci limba care va fi numită mai târziu franceză. Capețienii nu-și mai mută capitala dintr-un oraș în altul, ca regii precedenți, ci o fixează la Paris. Autoritatea regatului crește și acesta începe să-și extindă domeniul.
Textele din epocă sunt scrise în diferite dialecte oïl, dar în fiecare sunt și trăsături comune. În documentele neliterare, proporția cea mai mică a acestora este de 70%, crescând cu atât mai mult, cu cât locul de origine a textelor este mai aproape de Paris. În primele texte literare, trăsăturile cele mai frecvente sunt cele din vest, mai ales anglo-normande, până la sfârșitul secolului al XII-lea. Din secolul al XIII-lea, trăsăturile picarde devin foarte importante, dar procentajul lor variază de la o specie literară la alta. La Cantilène de Sainte Eulalie (Cântarea Sfintei Eulalia), considerată primul text literar francez (secolul al IX-lea), este scrisă în dialectul walon, cu elemente picarde, la fel ca și La Vie de Saint Léger (Viața Sfântului Leodegar) (sec. X). Le Sermon sur Jonas (Predica despre Iona) (sec. X) este scrisă în dialectul walon, originalul scrierii La Vie de Saint Alexis (Viața Sfântului Alexie) (sec. XI) provine probabil din regiunea orașului Rouen (Normandia), iar cea mai veche variantă păstrată a Cântecului lui Roland (sec. XI) este anglo-normandă. La unii literați se observă diferențe de la o operă la alta în ceea ce privește proporția trăsăturilor dialectale și a celor comune. De exemplu, Le Jeu de Saint Nicolas (Jocul Sfântului Nicolae, piesă de teatru) de Jean Bodel (truver de la sfârșitul secolului al XII-lea) prezintă mai multe caracteristici picarde decât La Chanson des Saisnes (Cântecul Saxonilor), cântec de gestă al aceluiași autor. Aceeași diferență există între, pe de o parte, Le Jeu de la feuillée (Jocul frunzișului) și, pe de altă parte Le Jeu de Robin et de Marion (Jocul lui Robin și Marion) și poemele lirice ale lui Adam de la Halle (truver din secolul al XIII-lea).
În limba vorbită, trăsăturile comune ale dialectelor sunt privilegiate la Paris, unde se întâlnesc călători din diferite regiuni, care caută să folosească cât mai multe elemente de limbă comune.
Dialectele sunt percepute ca aparținând aceleiași limbi, după cum reiese, de exemplu, dintr-o scriere a lui Toma de Aquino, dar apar judecăți de valoare în favoarea lui françois față de celelalte dialecte. Dintr-o poezie a lui Conon de Béthune reiese disprețul curții regale pentru picardismele truverului. Alt truver, Jacques Bretel (sec. XIII), în poemul Le Tounoi de Chauvency (Turnirul din Chauvency), opune le bon fransoiz „franceza cea bună” dialectului din Valois.
În secolele XII-XIII, domeniul regal se extinde considerabil, cuprinzând provinciile Artois, Normandia, Touraine, Anjou, Poitou, ajungând până la Marea Mediterană prin înglobarea Comitatului de Toulouse. Trăsăturile comune ale dialectelor încep să se răspândească datorită prestigiului idiomului françois. În limba vorbită, la aceasta contribuie deplasările ocazionate de Cruciade și alte mișcări de populație. Limba scrisă comună în curs de formare se răspândește de asemenea, prin intermediul membrilor numeroși ai administrației regale, deoarece începe să fie folosită și în aceasta, alături de latină.
În secolul al XII-lea, dar mai ales în cel următor, literatura în franceza veche este apreciată și în afara Franței, mai ales în țările germanice, și se scrie în această limbă și în Anglia, în Flandra (poeme ale lui Baudouin al VIII-lea, Henric al III-lea și Ioan de Brabant), în Italia (Rustichello din Pisa, căruia Marco Polo îi dictează memoriile sale).

### Trăsăturile limbii franceze vechi
Sistemul fonetic al francezei vechi era foarte bogat la începutul perioadei, dar nu se poate preciza câte foneme avea și câte variante ale acestora (alofone). Ceea ce se știe depre acest sistem este dedus din grafia documentelor, din asonanțele și rimele din literatura poetică, deoarece scribii căutau să redea cât mai fidel pronunțarea. Totuși nu se poate vorbi despre o grafie fonetică, pentru că putea diferi de la scrib la scrib sau chiar de la un document la altul al aceluiași scrib. Unele redări grafice ale sunetelor de atunci s-au păstrat până astăzi, chiar dacă pronunțarea a evoluat, ceea ce este una din cauzele caracterului etimologic al ortografiei franceze.
Față de sistemul consonantic al francezei actuale (vezi articolul Fonologia, fonetica și prozodia limbii franceze, secțiunea Consoane), franceza veche mai avea și consoanele:
| Consoană              | Grafie            | Exemplu                     |
| --------------------- | ----------------- | --------------------------- |
| [ʎ]                   | l final de cuvânt | peril „pericol”             |
| [t͡s]                  | c (+ e)           | place „loc”                 |
| [t͡s]                  | c (+ i)           | cire „ceară”                |
| [t͡s]                  | z final de cuvânt | amez „iubiți”               |
| [d͡z]                  | z intervocalic    | treize „treisprezece”       |
| [t͡ʃ]                  | ch                | riche „bogat”               |
| [d͡ʒ]                  | g (+ e)           | gesir „a zăcea”             |
| [d͡ʒ]                  | g (+ i)           | argile „lut”                |
| [d͡ʒ]                  | j (+ a/o/u)       | jorn „zi”                   |
| [kʷ] cu varianta [kɥ] | c                 | carré „pătrat”              |
| [gʷ] cu varianta [gɥ] | gu                | guerre „război”, gui „vâsc” |

Unele consoane existente în galo-romană dispar cu totul. Astfel este [θ] transcrisă t, care exista la sfârșitul unor cuvinte, de exemplu chantet „cântă”. Altă consoană, [s], cade între o vocală și o consoană surdă, de exemplu în custume „obicei” se pronunță [ku(s)tymə]. În schimb, față de corespondența actuală între scriere și pronunțare, s-ul marcă a pluralului era pronunțat.
Sistemul vocalic era mult mai bogat decât cel al francezei moderne. La începutul perioadei, el cuprindea 9 vocale orale, 5 vocale nazale, 11 diftongi orali (toți descendenți), 5 diftongi nazali și 3 triftongi.
Vocala [ə] transcrisă e se pronunța și în situațiile în care astăzi nu se pronunță.
Vocalele nazale s-au format înaintea consoanelor nazale [n] și [m], acestea din urmă fiind și ele articulate, spre deosebire de pronunțarea modernă: bon [bõn], bonne [bõnə] „bun, bună”; mont [mõnt] „munte”.
Exista o singură semiconsoană, [j], provenită din [k] sau [ɡ] intervocalic: PACARE > paiier > fr. mod. payer „a plăti”.
Deja în secolul al XII-lea, majoritatea diftongilor devin ascendenți prin deplasarea accentului de pe primul element pe al doilea, după care primul element devine semiconsoană, iar al doilea – vocală silabică. De exemplu, evoluția cuvântului toile (scris astfel și astăzi) „pânză” este [toi̯lə] (începutul perioadei francezei vechi) > [toe̯lə] > [twelə] > [twal] (franceza modernă). Apare și semiconsoana [ɥ]: nuit [nyi̯t] > [nɥit] > fr. mod. [nɥi] „noapte”. Prin același fenomen, și [i] evoluează în [j] în aceeași situație: pied [pie̯] > [pje] „laba piciorului”. Tot deplasarea de accent afectează și triftongii: eaue [ɛa̯u̯ə] > [ɛ̯au̯ə] > fr. mod. eau [o] „apă”. Unii diftongi se reduc la o vocală simplă, de exemplu [ai̯] > [ɛ].
Tot în cursul secolului al XII-lea evoluează și unele consoane. [kʷ] / [kɥ] și [gʷ] / [gɥ] se reduc la [k], respectiv [g]: [kʷarːe] > [kaʀe] > fr. mod. carré [kaʁe] „pătrat”, [gɥɛrːə] > [gɛʀə] > fr. mod. guerre [gɛːʁ] „război”. De asemenea, [t͡s] > [s], [d͡z] > [z], [t͡ʃ] > [ʃ] și [d͡ʒ] > [ʒ].
Structura gramaticală a francezei vechi se caracterizează, în ceea ce privește substantivul, adjectivul, pronumele și determinanții, printr-o declinare cu două cazuri, cazul subiect (CS), pentru funcțiile sintactice de subiect, nume predicativ, atribut adjectival și apoziția subiectului, și cazul regim (CR) pentru celelalte funcții, dar numai la masculin. Substantivele și adjectivele sunt repartizate în trei declinări. Exemple:
| Declinare | Caz     | Singular                    | Plural                       |
| --------- | ------- | --------------------------- | ---------------------------- |
| I         | CS: CR: | li murs „zidul” le mur      | li mur „zidurile” les murs   |
| a II-a    | CS: CR: | li pere „tatăl” le pere     | le pere „tații” les peres    |
| a III-a   | CS: CR: | li cuens „contele” le comte | li comte „conții” les comtes |

La sfârșitul perioadei, în secolul al XIV-lea, declinarea dispare cu totul, marea majoritate a cuvintelor păstrând numai forma de la cazul regim.
Articolul este o noutate față de latină, dar este mult mai frecventă lipsa articolului decât în limba actuală: lit ed ostel e pain e carn e vin (fr. mod. un lit et un logis et du pain et de la viande et du vin) „pat și locuință și pâine și carne și vin” (Viața Sfântului Alexis); paien chevalchent (fr. mod. les païens chevauchent „păgânii călăresc” (Cântecul lui Roland).
Genul neutru a dispărut, în afară de cazul câtorva pronume, încă în perioada anterioară, majoritatea substantivelor latinești neutre devenind masculine.
O trăsătură caracteristică francezei vechi este existența adjectivelor terminate în consoană, cu formă unică pentru masculin și feminin, mai ales provenite din participiul prezent (luisant „lucitor, -oare”, vaillant „viteaz, -ă”) dar și adjective la origine: grant „mare”, mortel „muritor, -oare”.
În domeniul numeralului, sistemul de numerație vigesimal, împrumutat de la normanzi, era mult mai bine reprezentat decât în limba modernă: vins et dis „treizeci” (literal „douăzeci și zece”), deux vins „patruzeci” (lit. „doi douăzeci”), trois vins „șaizeci (lit. „trei douăzeci”) ”, quatre vins „optzeci” (lit. „patru douăzeci”), cinq vins „o sută” (lit. „cinci douăzeci”)  etc. Din acestea s-a păstrat în franceza standard din Franța quatre-vingts „optzeci”.
În sistemul verbal s-au păstrat din latină formele de indicativ prezent, conjunctiv prezent, imperativ, indicativ imperfect, indicativ perfect (în gramatica francezei actuale perfectul simplu), conjunctivul mai mult ca perfect (care a dat subjonctivul imperfect în franceză), participiul prezent și participiul trecut. Apăruseră în schimb alte forme verbale încă în perioada anterioară, care se generalizează în franceza veche. Formele personale ale auxiliarului avoir „a avea” devin desinențele personale ale viitorului (CANTARE HABEO > *CANTARAJO > chanterai „voi cânta”) și ale condiționalului prezent (CANTARE HABEBAM > *CANTAREA > chantereie, -eve > fr. mod. chanterais „aș cânta”). Pe lângă perfectul compus, se constituie și majoritatea celorlalte forme verbale compuse, cu verbele auxiliare avoir și être „a fi”, în esență distribuite între verbele cu sens lexical deplin ca în franceza modernă. Formelor temporale simple le corespunde câte una compusă din verbul auxiliar conjugat la timpul simplu și participiul trecut al verbului cu sens lexical deplin, exprimând caracterul săvârșit și anterior față de timpul simplu sau față de alt timp compus. Astfel apar și indicativul mai mult ca perfect, viitorul anterior, trecutul anterior, condiționalul trecut, subjonctivul trecut, subjonctivul mai mult ca perfect și infinitivul trecut. Apar deja și forme supracompuse, dar li se cunosc puține ocurențe și nici ulterior nu vor fi folosite frecvent.
Pe lângă continuarea împrumuturilor din latină, secolul al X-lea este o scurtă perioadă în care se fac împrumuturi din limba germanică a vikingilor (numiți și normanzi) care ocupă Normandia. În secolul al XII-lea încep să fie îmrumutate cuvinte și din limba arabă, mai întâi în urma contactelor cu arabii din Orientul Apropiat și din Spania, apoi prin traducerea în latina medievală a unor opere ale cărturarilor arabi.

## Franceza medie (sec. XIV-XVI)

### Secolele XIV-XV

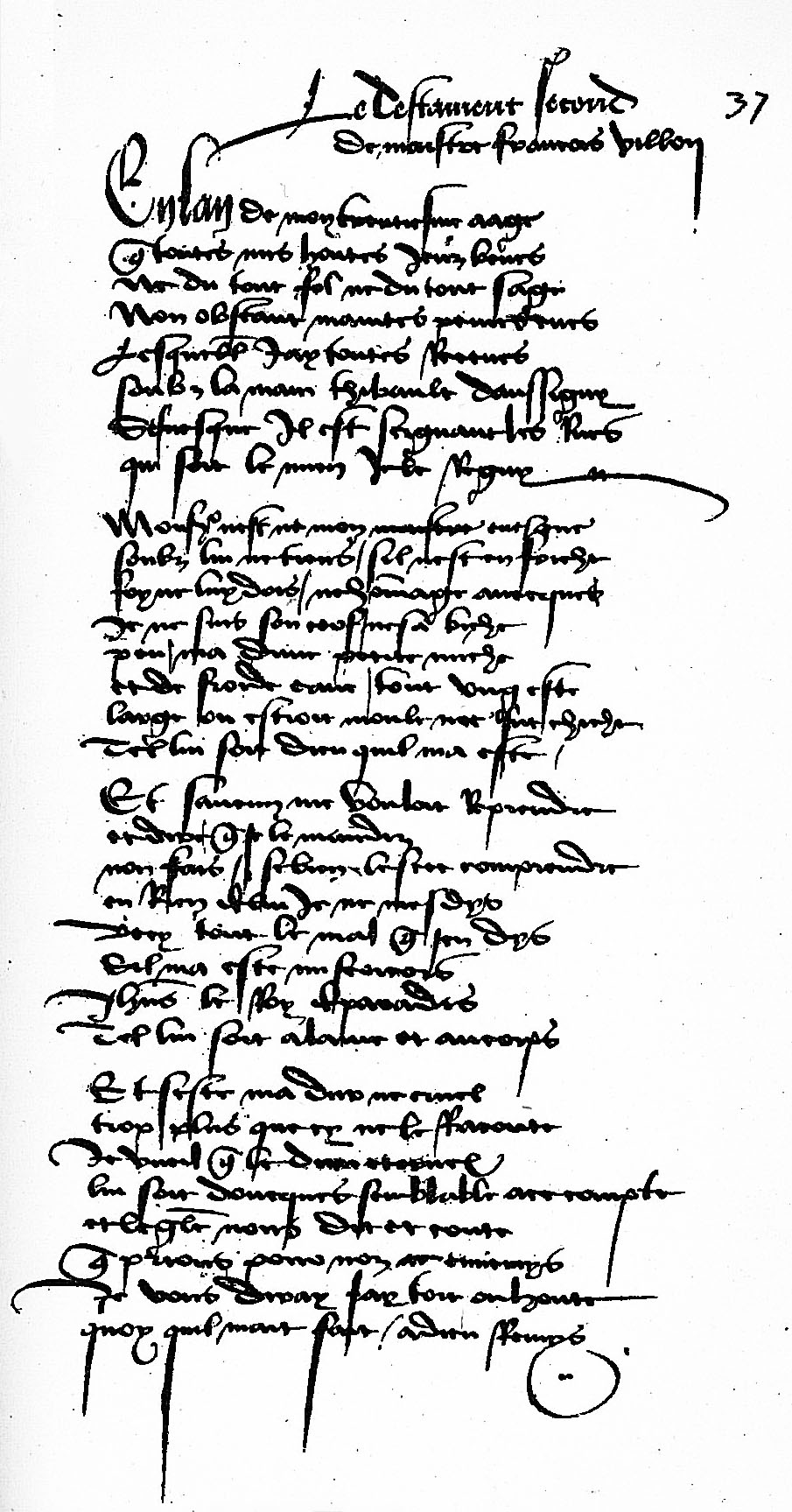
Pagină din Marele Testament al lui Villon, păstrată la biblioteca Kungliga din Stockholm

Această perioadă a fost una de mari frământări, cauzate de evenimentele Războiului de 100 de Ani cu Anglia. Franța a pierdut o jumătate din teritoriu, apoi a recâștigat-o. Un corolar al războiului au fost deplasările însemnate de trupe și de populație, care au avut ca efect răspândirea limbii franceze în toate păturile populației, mai ales în jumătatea de nord a Franței, în detrimentul celorlalte idiomuri oïl. Acestea fuseseră deja abandonate de oamenii instruiți, care scriau în franceză sau în latină.
Încă înainte de război, limba regalității, franceza, începuse să fie folosită și în actele oficiale administrative și juridice, pe lângă latină. După război, puterea regală întărindu-se din nou, chiar și în sud, franceza, pe lângă occitană, începe să înlocuiască latina în domeniul juridic, o ordonanță dată de regele Carol al VIII-lea în 1490 prevăzând folosirea „limbii franceze sau materne” în provincia Languedoc, la interogatorii și în procesele verbale.
Evoluția limbii este influențată de traduceri din juriști romani și din filozofi greci. În același timp se dezvoltă o literatură originală de valoare, precum poeziile lui François Villon, apărând și farsa, specie comică destinată unui public mai puțin instruit.

### Secolul Renașterii (XVI)
Secolul al XVI-lea, în ciuda frământărilor cauzate de războaiele pentru Italia și de cele interne religioase, între catolici și protestanți, s-a caracterizat printr-un avânt cultural deosebit. Interesul pentru operele din Antichitate, influența Renașterii italiene, răspândirea tiparului inventat în secolul anterior, descoperirea Americii au dus la dezvoltarea culturii și au influențat evoluția limbii franceze.
Limba latină continuă să fie în declin. Apare o adevărată politică de impunere a limbii franceze, regii continuând să elimine folosirea latinei din domeniul administrativ și juridic:
- 1510 – Ordonanța lui Ludovic al XII-lea prevede ca procesele criminale și anchetele să fie făcute în „vulgară și limba provinciei”.
- 1531 – Ordonanța de la Nîmes a lui Francisc I prevede redactarea contractelor de către notari în „limba vulgară a contractanților”.
- 1535 – Ordonanța de la Is-sur-Tille a lui Francisc I prevede ca actele să fie redactate în „franceză sau cel puțin în vulgara provinciei”.
- 1539 – Ordonanța de la Villers-Cotterêts a lui Francisc I prevede ca toate actele administrative și juridice să fie pronunțate, înregistrate și eliberate în „limba maternă franceză”.

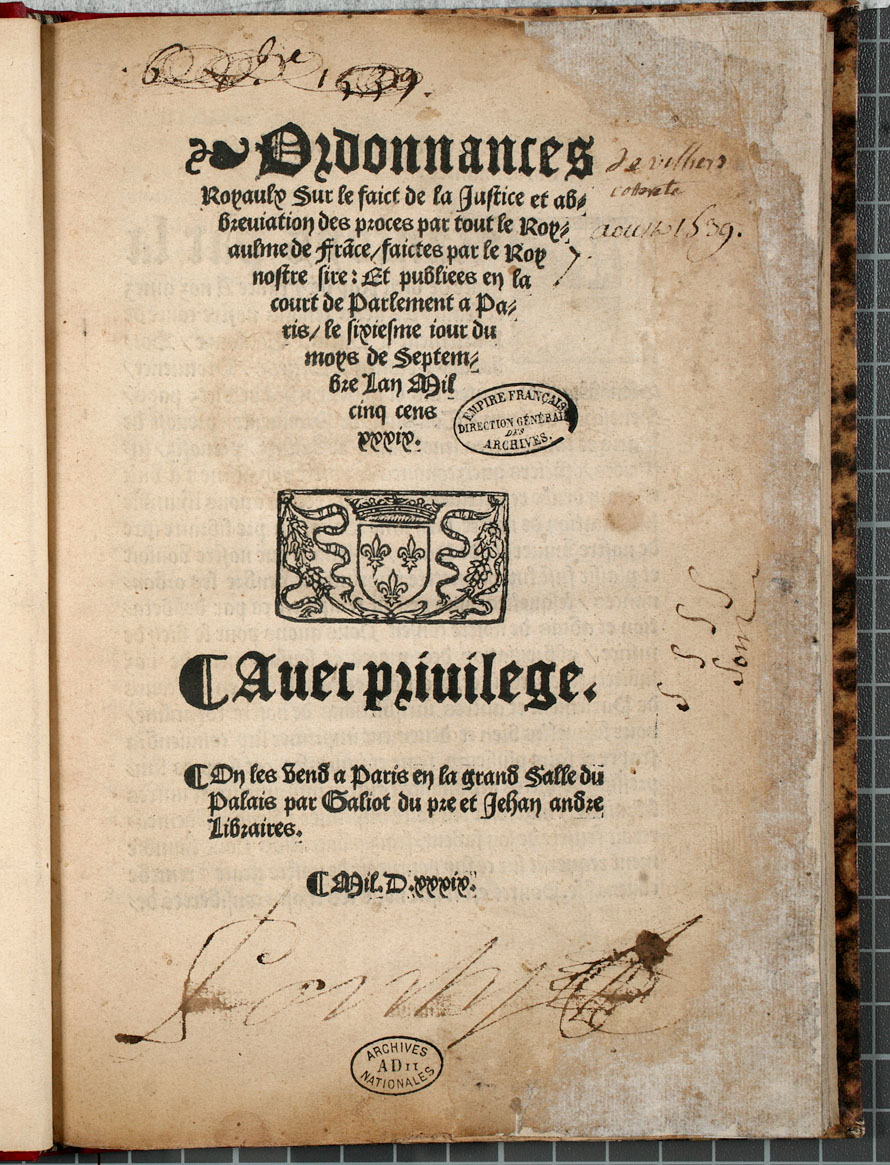
Pagina de titlu a Ordonanței de la Villers-Cotterêts

Francisc I combate în general puterea bisericii catolice, ca s-o întărească pe cea regală. De aceea, dat fiind că biserica publică numai în latină, regele înființează în 1543 Tiparnița regală, destinată publicării de opere în greacă, ebraică și franceză. De altfel, bisericile protestante abandonaseră limba latină și răspândeau Biblia în traducere franceză.
În același timp, față de celelalte idiomuri vorbite în regat, franceza ca limbă vorbită continuă să fie minoritară. Este vorbită de toată lumea numai la Paris și în alte câteva orașe din nord, iar în restul teritoriului de către aristocrație și marea burghezie, pe lângă limba locală.
Cărturarii încep să fie conștienți de necesitatea unei limbi franceze literare unitare. Pe aceasta o opun în primul rând limbilor „moarte”, în special latinei, și se ridică împotriva latinizării francezei, spre exemplu de către cei care au studiat la Sorbona, universitatea din Paris dominată de biserică. François Rabelais îi satirizează, printre alții, și pe aceștia. Scriitorul consideră că în franceză, exprimarea poate fi tot atât de nuanțată, fiind totodată înțeleasă de un public mult mai larg. Este și părerea retoricianului și poetului Pierre Fabri, dar cel care teoretizează pe larg ideea este poetul Joachim du Bellay. În La Deffence et Illustration de la Langue Francoyse (Apărarea și preamărirea limbii franceze) (1549), manifestul școlii literare a Pleiadei, acesta preconizează totodată îmbogățirea limbii prin crearea de termeni noi și împrumuturi din limbi străine (în special latina și greaca) și din idiomuri de pe teritoriul Franței, cu condiția ca împrumuturile să fie adaptate limbii franceze. Poetul Pierre de Ronsard caută să demonstreze justețea acestor idei scriind epopeea La Franciade (1572).
În atitudinea față de celelalte idiomuri în afară de franceză, există două tendințe. Unii, ca Du Bellay, Ronsard și Michel de Montaigne acceptă ideea ca franceza literară să fie îmbogățită cu cuvinte din acestea, alții, ca Étienne Pasquier sau François de Malherbe, le combat în numele necesității de a avea o limbă literară unitară.
Tot în secolul al XVI-lea apar primele descrieri ale lexicului, gramaticii și grafiei limbii franceze: dicționarul francez-latin al lui Robert Estienne (1539); manualul de franceză al englezului John Palsgrave, dedicat lui Henric al VIII-lea al Angliei și prințesei Maria, fiica acestuia (1530); tratatul de gramatică al lui Louis Meigret (1550).

### Trăsăturile francezei medii
Principala schimbare în fonetismul francezei medii față de cel al francezei vechi este reducerea diftongilor și a triftongilor la câte o vocală.
Structura gramaticală se simplifică prin dispariția totală a declinării, ceea ce favorizează stabilizarea topicii propoziției în structura subiect + predicat + complement, și relativa regularizare a conjugării. Dispariția din pronunțare a mai multor desinențe personale duce la generalizarea subiectului exprimat printr-un cuvânt aparte. Totuși, pronumele personal subiect aton poate încă lipsi: N’a pas longtemps în loc de fr. mod. Il n’a pas longtemps „Nu are mult timp”. Pronumele on care deja exprima subiectul nedefinit, poate acum înlocui și pronumele nous „noi”, chiar cu predicatul acordat la persoana I plural: S’on ne sommes mors ou tués fr. mod. Si on n’est pas morts ou tués „Dacă nu suntem morți sau uciși”. La începutul perioadei, pronumele personale complemente ale unui verb la infinitiv sau cu terminația -ant sunt în general la forma accentuată (Si ne sceust comment soy excuser fr. mod. S’il ne savait pas comment s’excuser „Dacă n-ar ști cum să se scuze”), dar în cursul secolului al XVI-lea se generalizează forma neaccentuată. În perioada francezei medii dispar multe alternanțe vocalice din conjugare, de exemplu parler/il parole > fr. mod. parler/il parle „a vorbi/vorbește”. Conjuncția que se răspândește ca morfem al subjonctivului. În secolul al XVI-lea apare interogația parțială cu est-ce, scris pe atunci esse: Ou esse? „Unde este (aceasta)?” În franceza medie se folosesc numeroase perifraze verbale, de exemplu cea care exprimă și astăzi viitorul apropiat: je vois savoir > fr. mod. je vais savoir „am să știu”.
Lexicul francezei scrise se caracterizează prin invazia latinismelor în perioada de la mijlocul secolului al XIV-lea la mijlocul celui de-al XVI-lea. În secolul Renașterii sunt adoptate și multe italianisme, curtea regală fiind foarte receptivă la acestea. Mai mulți cărturari combat excesele acestei influențe, luând apărarea limbii franceze. Cel mai combativ dintre aceștia este Henri Estienne, în trei lucrări: Traicté de la Conformité du langage françois avec le grec (Tratat despre conformitatea limbii franceze cu greaca) (1565), Deux dialogues du nouveau langage françois italianizé... (Două dialoguri despre noua franceză italianizată...) (1578) și De la précellence du langage françois (Despre superioritatea limbii franceze) (1579). Și cuvinte din limba greacă începuseră deja să fie adoptate în franceza veche prin intermediul latinei medievale, dar începând cu secolul al XIV-lea sunt introduse și direct, prin traduceri din filozofii greci, fenomen care se intensifică în epoca Renașterii.
Grafia limbii franceze este încă foarte neunitară în perioada francezei medii și se simte nevoia reglementării ei. Se confruntă partizanii redării cât mai fidele a pronunțării, ca de exemplu Louis Meigret, cu tradiționaliștii precum Robert Estienne, care țin la păstrarea grafiilor încetățenite în Evul Mediu, ce nu mai corespund pronunțării, de exemplu redarea vocalelor provenite din diftongi și triftongi. Totodată, ei preconizează oglindirea originii latinești sau grecești a cuvintelor, prin litere care nu se pronunță sau care corespund unor sunete redate și de altă literă (vezi articolul Ortografia limbii franceze, secțiunea În epoca Renașterii). Încă nu se ajunge la normarea ortografiei, dar deja învinge caracterul etimologic al acesteia.

## Franceza clasică (sec. XVII-XVIII)

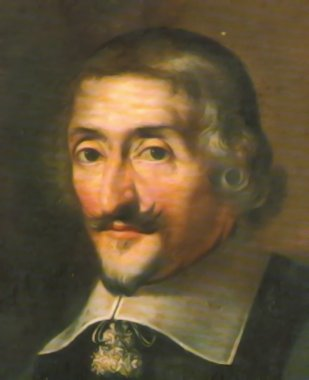
Claude Favre de Vaugelas

În secolul al XVII-lea, stabilitatea politică adusă de domnia lui Henric al IV-lea duce la întărirea monarhiei, care devine absolută sub Ludovic la XIV-lea. Totodată, Franța cucerește noi provincii la granițele ei și colonii peste mări, devenind statul cel mai puternic din Europa. În secolul al XVIII-lea, țara decade din punct de vedere economic, Franța își pierde coloniile din America de Nord în favoarea Angliei, monarhia slăbește sub influența capitalismului care se dezvoltă și a ideilor revoluționare caracteristice acestui secol numit epoca Luminilor, iar secolul se termină cu Revoluția care face Franța să intre în epoca modernă.
Dacă ordonanțele date în secolul al XVI-lea referitor la folosirea francezei în administrație și justiție n-au fost scrupulos urmate sau au fost impuse numai în unele provincii, în secolul al XVII-lea alte ordonanțe o impun rând pe rând în Béarn (1621), Flandra (1684), Alsacia (1685), Roussillon (1700) etc. Impunerea francezei are loc mai mult în acest domeniu și mult mai puțin în folosința de zi cu zi, deoarece autoritățile nu se ocupă de aceasta. Școlarizarea este foarte redusă, în secolul al XVII-lea populația este analfabetă în proporție de 99%. Abia în a doua jumătate a secolului următor școlarizarea se extinde în oarecare măsură. Învățământul este în mâinile bisericii, și atât cât se face în popor, se face în idiomurile locale, care își pierduseră orice prestigiu. Ele sunt numite patois, un termen care corespunde aproximativ termenului „grai”, dar se folosește și pentru limbi ca occitana, basca și bretona, având o conotație depreciativă. Elitele adoptă definitiv limba franceză, iar parțial și păturile mai modeste ale populației. În sud, numai aristocrația renunță la limba occitană. În orașele din regiunile cu idiomuri oïl, oamenii de rând vorbesc acele idiomuri și înțeleg franceza, dar în sate se cunosc numai graiurile locale. În secolul al XVIII-lea crește totuși treptat numărul celor care vorbesc sau înțeleg franceza, progres favorizat de un început de urbanizare în urma dezvoltării manufacturilor, de circulația mai intensă a negustorilor prin țară și de răspândirea cărților și periodicelor.
În contrast cu ceea ce se întâmplă în Franța, răspândirea francezei peste granițele ei este spectaculoasă, dar numai în cercurile de elită. Aceasta se datorează prestigiului conferit de puterea Franței în secolul al XVII-lea și de valoarea culturii sale. La curțile monarhice se practică franceza, datorită și faptului că prințese franceze sunt căsătorite cu monarhi străini și pleacă împreună cu suitele lor. Se răspândesc astfel și modul de viață, moda, manierele și obiectele de lux franceze. Limba franceză este folosită și de intelectuali, și începe să se impună în diplomație, în locul latinei. La răspândirea francezei în țările de religie protestantă contribuie și protestanții nevoiți să emigreze din Franța în urma revocării edictului de la Nantes. În Olanda se tipăresc în franceză cărți interzise în Franța. Tot aici apar periodice în franceză, care se difuzează în mai multe țări. Presă franceză apare și în Anglia și Danemarca. Trupe de teatru franceze încep să facă turnee și în alte în țări. Franceza începe să se răspândească și în afara Europei, prin coloniile dobândite de Franța în America de Nord, în Marea Caraibelor și în India, precum și în Orientul Apropiat (prin școli înființate de ordinul călugăresc al Capucinilor în Liban). În secolul al XVIII-lea, limba franceză continuă să aibă același prestigiu printre elitele din Europa și chiar din viitoarele State Unite ale Americii, fapt favorizat și de ideile novatoare ale lui Voltaire, Denis Diderot, Montesquieu și Jean-Jacques Rousseau. Niciun aristocrat sau intelectual care se respectă nu se poate lipsi de cunoașterea francezei. În secolele XVII și XVIII, franceza influențează prin împrumuturi limbi ca germana și italiana. Totuși, slăbirea Franței va provoca în curând începutul declinului limbii sale în favoarea limbii engleze.
În secolul al XVII-lea, autoritatea centrală se manifestă și în cultura epocii, cea a clasicismului, prin regulile care o domină. Și limba franceză începe să fie standardizată, proces ce devine chiar un obiectiv al politicii de stat. Printre altele, din această cauză este înființată Academia Franceză de către cardinalul Richelieu, în 1635. Ea este menită să dea, printre altele, un dicționar și o gramatică. În concepția oficială, limba trebuie să se bazeze pe franceza de la curte, lexicul să fie elegant și ales, corespunzător stilului nobil cerut de canoanele literaturii clasiciste. Se efectuează o „purificare” a limbii de cuvintele considerate inferioare: cuvinte considerate vulgare, provincialisme, arhaisme, italianisme, termeni tehnici și savanți. În societatea doamnelor din aristocrație se ajunge la o extremă a acestei purificări, cunoscută sub numele de „prețiozitate”. De exemplu, „prețioasele” înlocuiesc un cuvânt ca miroir „oglindă” cu sintagma conseiller des grâces „sfetnic al grațiilor”, dar s-au și încetățenit unele cuvinte din limbajul lor, precum féliciter „a felicita”.
Gramaticile acestei epoci sunt exclusiv normative. Regulile sunt dictate în principal de Claude Fabre de Vaugelas, în ale sale Remarques sur la langue françoise (Observații despre limba franceză) (1647), urmat de discipolii săi. Prima ediție a Dicționarului Academiei apare după 40 de ani de muncă, în 1694, cuprinzând numai cuvintele recomandate. Lipsesc din el, de exemplu, termenii din arte și științe. De altfel, acest dicționar a fost devansat de altele două, cel al lui César-Pierre Richelet, publicat la Geneva, în 1680 și cel al lui Antoine Furetière, scos la Haga, în 1690, pentru că nu i s-a permis să fie publicat în Franța. Acestea nu exclud cuvintele proscrise de Academie. Cel al lui Furetière are chiar caracter enciclopedic. În ciuda unei relative sărăciri, limba prelucrată de Academie prezintă avantajul de a fi foarte clară, cu cuvinte al căror sens și registru de limbă sunt bine precizate, cu fraze relativ scurte și simple, este o limbă fixată și devenită ușor de înțeles, capabilă să înlocuiască latina. Acesta este un factor în plus pentru ca franceza să devină o limbă de comunicare internațională între intelectuali, politicieni, savanți și oameni din alte categorii de elită.
În secolul al XVIII-lea rămân în esență valabile normele lingvistice stabilite în secolul anterior, dar modelul nu mai este limbajul de la curte, iar lexicul admis de Academie se îmbogățește.

### Trăsăturile francezei clasice
În ceea ce privește pronunțarea, în secolul al XVII-lea dispare definitiv cea a lui -s al pluralului, dar vocala dinaintea sa devine lungă. Există diferențe între pronunțarea aristocratică și cea populară. În prima, pronunțarea lui e precedat de o vocală începe să dispară, provocând lungirea vocalei precedente: amie [amiə] > [amiː], lungire care se va menține până la sfârșitul secolului al XIX-lea. Terminația -er a infinitivului se pronunță fără r, dar cu [e] și mai lung decât la amie. Nu se pronunță r final nici la verbe precum courir „a alerga”, dar nici în cuvinte ca mouchoir „batistă”, și nici alte consoane finale, precum l în il „el”. În schimb, în vorbirea populară acestea se pronunță, iar în secolul următor se reintroduc în limba standard, de data aceasta sub influența grafiei, în afară de r-ul terminației de infinitiv -er. Nu se pronunță nici é-urile și e-urile în silabă neaccentuată: désir [dzir] „dorință”, secret [skrɛ] „secret”. Fostul diftong transcris oi se pronunță [wɛ] (boire [bwɛr] „a bea”) sau [we] (roi [rwe] „rege”) în pronunțarea aristocratică, dar deja [wa] în cea populară ([bwar], [rwa]). Vocala [ə] se mai menține în vorbirea populară în situațiile în care astăzi cade, dar pronunțarea ei este criticată. Vocalele nazale nu mai sunt variante combinatorii, ci foneme, adică după ele consoana nazală scrisă nu se mai articulează, iar dacă aceasta este urmată de o vocală, vocala nazală se denazalizează: bon [bɔ̃n] > [bɔ̃], bonne [bɔ̃nə] > [bɔn] „bun, bună”. Reducerea lui [ʎ] la [j] este deja răspândită în vorbirea populară, dar criticată de specialiștii limbii.
În structura morfologică, repartiția substantivelor pe genuri este fixată de către Vaugelas în secolul al XVII-lea și în general așa va rămâne și în franceza standard actuală. Încă se mai folosește pronumele demonstrativ neutru ce în propoziție incidentă, în construcții care în secolul următor vor fi proscrise: ce m’a-t-il dit „mi-a zis el”. În ceea ce privește pronumele interogative, în acest secol impun lingviștii folosirea lui qui ? „cine?” ca substitut numai pentru nume de persoane. Quel ? „care?” poate fi încă folosit nu numai ca adjectiv, ci și ca pronume, în loc de lequel: Quel des trois [...] faut-il que je préfère ? „Pe care din cei trei să-l prefer?”. Structura modernă a conjugării franceze se definitivează la sfârșitul secolului al XVII-lea. Perfectul compus abia începe să fie folosit în locul perfectului simplu. Gramaticile îl limitează pe primul la acțiunile care au loc cu mai puțin de o zi înainte de momentul vorbirii. Condiționalul trecut este încă rar în secolul al XVII-lea în locul subjonctivului mai mult ca perfect cu aceeași valoare, dar îl va înlocui în mare măsură pe acesta în a doua jumătate a secolului următor. Dacă până atunci negarea simplă a verbului se făcea în principal numai cu negația ne, în franceza clasică se generalizează folosirea în acest caz a două cuvinte negative, ne ... pas.
În sintaxa propoziției enunțiative, în secolul al XVII-lea se generalizează complet exprimarea subiectului printr-un cuvânt aparte și ordinea subiect + predicat + complement. Mai persistă plasarea pronumelui personal aton cu funcție de complement al unui verb la infinitiv înaintea verbului regent al acestuia: je te veux guérir > fr. mod. je veux te guérir „vreau să te vindec”. În perioada francezei clasice încă mai este frecventă folosirea infinitivului pentru o acțiune efectuată de un subiect diferit de cel al verbului regent: Rends-le moi sans te fouiller > fr. mod. Rends-le-moi sans que je te fouille „Dă-mi-l înapoi fără să te scotocesc eu”.
În domeniul lexicului, standardizarea este dominată de puriști în secolul al XVII-lea, dar nu și în epoca Luminilor, când spiritul enciclopedic impune mulți termeni de specialitate. Se înmulțesc împrumuturile din engleză, ca o consecință a „anglomaniei” provocate de admirația intelectualilor francezi pentru instituțiile politice din Anglia. Ediția a V-a a Dicționarului Academiei (1798) cuprinde circa 60 de împrumuturi noi din engleză.

## Franceza modernă și contemporană (începând cu sec. XVIII)
Revoluția începută în 1789 deschide o perioadă de mari frământări, cu mai multe schimbări de regim politic, care ține până la instaurarea celei de-a III-a Republici în 1870.
Spre sfârșitul secolului al XVIII-lea, franceza este vorbită de numai circa 3 milioane de locuitori din 28 de milioane. La începutul Revoluției, noul regim este tolerant față idiomurile locale, în numele libertății, existând chiar tendința de a se traduce documentele oficiale ale autorităților în acele idiomuri, dar începând cu 1794, orientarea se inversează. Începe combaterea înverșunată a idiomurilor locale, guvernul adoptând pentru prima oară în Franța o politică lingvistică clară de impunere a limbii franceze ca limbă națională, cu rolul de a realiza unitatea națiunii. Se ajunge până la instituirea pedepsei cu închisoarea pentru funcționarii publici care redactează documente în alt idiom decât franceza.
În Franța exista deja de la sfârșitul secolului al XVII-lea un învățământ obligatoriu, cu care se ocupa biserica, dar o făcea în idiomurile locale acolo unde se vorbeau acestea. În timpul Revoluției, învățământul public devine laic și se decretează că trebuie să se predea peste tot limba franceză, iar celelalte cunoștințe în franceză și în idiomul local. În realitate, acest obiectiv nu se poate realiza, din lipsă de mijloace. Prin urmare, franceza nu se răspândește în acest fel. Totuși, ea progresează pe alte căi: adunările în care se vorbește franceza, fiind prezenți mulți delegați din diferite părți ale țării; informațiile care pătrund de la Paris până în colțurile cele mai îndepărtate, mai ales prin gazete; armata, unde sunt înrolați obligatoriu bărbați din toată țara, și unde limba de comandă este franceza.
În timpul Imperiului lui Napoleon I, învățământul obligatoriu este redat bisericii și predarea francezei este neglijată. Totuși, centralismul accentuat al statului și armata contribuie la progresul francezei în țară, pe când în Europa, Revoluția franceză și Imperiul fac ca franceza să nu mai aibă același prestigiu ca înainte, rămânând numai limba diplomației și a lumii științifice.

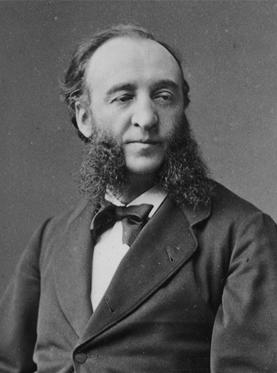
Jules Ferry

În 1830 se înființează un învățământ de stat neobligatoriu în franceză, deschis tuturor și menit să contribuie la realizarea unității politice și sociale prin limba națională. Combaterea idiomurilor locale devine din ce în ce mai intensă prin intermediul învățământului. O înverșunare deosebită se exercită împotriva limbii bretone. Regulamentul școlilor primare elementare din arondismentul Lorient adoptat în 1836 și aprobat de inspectorul general în 1842 interzice elevilor să vorbească bretona chiar și în recreații, interzicând totodată în școli și orice carte în bretonă. Totuși, în 1863 mai sunt încă 7,5 milioane de locuitori, din aproape 38 de milioane, care încă nu cunosc franceza. Momentul hotărâtor pentru impunerea ei este adoptarea în 1881 a legii propuse de ministrul învățământului Jules Ferry. Aceasta instituie învățământul primar public, laic, gratuit și obligatoriu numai în limba franceză. În acest fel se ajunge ca practic toți locuitorii să cunoască franceza, cu prețul înăbușirii idiomurilor locale. La începutul secolului al XX-lea, în școlile, autobusele și alte locuri publice din Bretania se putea vedea inscripția „Interzis vorbitul în bretonă și scuipatul pe jos”. În școli, copiii erau pedepsiți dacă vorbeau bretona. Totuși, idiomurile locale nu dispar. În acea perioadă, la sate sunt încă mijlocul de comunicare cotidian.
Deși franceza s-a impus pe tot teritoriul Franței și în țările francofone, ea nu se vorbește la fel în toate regiunile. Varietățile regionale ale francezei sunt influențate de trăsături ale idiomurilor locale chiar în vorbirea celor care nu le mai cunosc.
În secolul al XIX-lea, franceza se răspândește și în lume prin extinderea imperiului colonial francez în Africa, Asia de Sud-Est și Oceania, în cadrul unei pretinse „misiuni civilizatoare” a Franței. Începând cu anii 1960, când coloniile Franței devin state independente, franceza rămâne limba oficială în cele din Africa Subsahariană și limbă secundă în țările arabe foste colonii franceze din nordul Africii. În același timp, ca limbă de comunicare internațională, franceza pierde treptat teren în favoarea englezei. După Primul război mondial nu mai este singura limbă a diplomației, dar este cealaltă limbă de lucru, alături de engleză, la Organizația Națiunilor Unite.
Statele unde franceza este limbă oficială au simțit nevoia să înființeze organisme oficiale menite să se ocupe de standardul limbii, să o promoveze și chiar să o apere de influența englezei. În Franța, pe lângă Academia Franceză, mai există Delegația generală pentru limba franceză și limbile din Franța, Comisia de îmbogățire a limbii franceze etc. De limba franceză se ocupă în Belgia Direcția limbii franceze, în Canada – Oficiul din Québec al limbii franceze, în Elveția – Delegația pentru limba franceză. Între țările francofone există cu aceleași obiective Consiliul internațional al limbii franceze.
În principalele țări francofone există și o legislație referitoare la limbă. În Franța este vorba de „legea Toubon” din 1994, care prevede în ce documente și situații este obligatorie folosirea francezei: prezentarea bunurilor și serviciilor, informațiile destinate consumatorilor, inscripțiile și informațiile din locurile publice, contractele încheiate de persoane publice, contractele de muncă, ofertele de serviciu, documentele interne ale întreprinderilor destinate salariaților. Se prevede de asemenea că limba de predare în învățământ este franceza. Această lege conține și sancțiuni. În Comunitatea Franceză din Belgia există un decret care prevede folosirea de termeni francezi în locul termenilor străini în documentele de interes public, dar respectarea sa nu poate fi urmărită, pentru că nu prevede sancțiuni. În Québec, deși nu este stat suveran, este totuși în vigoare Carta limbii franceze din 1977, conform căreia franceza este limba oficială a provinciei.

### Statutul idiomurilor locale
În secolul al XX-lea, concepția despre idiomurile locale se schimbă treptat. Lingviștii și, sub influența lor, o parte tot mai mare din opinia publică nu le mai consideră inferioare limbii franceze. De exemplu, idiomurile altele decât franceza vorbite tradițional pe teritoriul Franței pot fi predate în învățământul de stat.

### Trăsăturile francezei moderne și contemporane

#### Situația standardului
Revoluționarii de la sfârșitul secolului al XVIII-lea fiind burghezi instruiți în franceza clasicismului, normele gramaticale și ortografia rămân cele fixate în secolele XVII-XVIII. Doar lexicul suferă schimbări. Dintre multele cuvinte și sensuri noi, unele sunt actuale și în prezent în domeniul politicii: Assemblée nationale „Adunare națională”, antipopulaire „antipopular”, pacte républicain „pact republican”, „tricolore” „(drapel) tricolor” etc. Tot atunci au fost adoptate unitățile de măsură din actualul sistem internațional împreună cu denumirile lor: mètre, kilogramme etc. Mai târziu, în secolul al XIX-lea, odată cu venirea romantismului, apoi a realismului și a naturalismului în literatură, se creează o discrepanță între normele lingvistice tradiționaliste predate în școală și limba literaturii, care caută să redea registre de limbă variate: pe cel familiar, pe cel popular și chiar argoul. În același timp, dezvoltarea intensă a științelor duce la îmbogățirea lexicului cu cuvinte de specialitate vehiculate de lucrări de popularizare, ziare și reviste, dicționarele epocii.
În cursul secolului al XX-lea, literatura se eliberează din ce mai mult de normele lingvistice clasice și prezintă un spectru foarte larg și variat de folosire a limbii. În varianta vorbită a registrului curent, și mai ales în varianta sa scrisă, precum și în registrul elevat, normele sunt respectate. Limbajul mijloacelor de informare în masă este influențat de franceza vorbită de majoritatea populației, mai ales de lexicul registrului familiar. În domeniul ortografiei există tentative de reformă, dar acestea sunt respinse de majoritatea utilizatorilor limbii (vezi Ortografia limbii franceze, secțiunea Încercări de reformare a ortografiei).
În franceza contemporană există și unele deosebiri de standard între diferitele țări francofone. De exemplu, în Belgia și în Elveția, lui soixante-dix „șaizeci” din Franța îi corespunde septante. În Québec, standardul admite mult mai puține împrumuturi din engleză decât cel din Franța. De exemplu, în Franța se folosește cuvântul parking „parcare”, căruia în Québec îi corespunde stationnement. Un aspect aparte îl constituie feminizarea numelor de profesii, ocupații, grade și titluri, în numele egalității dintre sexe. Un ghid publicat în Franța de Institutul Național al Limbii Franceze din cadrul Centrului Național al Cercetării Științifice prezintă principiile feminizării și o listă de forme propuse, unele deja existente, altele nou propuse. Inovațiile sunt susținute de guvern, dar neacceptate de Academie. Și în acest domeniu sunt unele diferențe între formele adoptate în diferite țări francofone. De exemplu, ghidul din Franța propune pentru „o autoare” forma une auteur sau une auteure, dar în Québec s-a adoptat numai une auteure, iar în Elveția une autrice.

#### Tendințe în franceza contemporană
Deoarece limba este în continuă evoluție, franceza contemporană prezintă unele diferențe față de perioada anterioară. Dintre acestea unele sunt acceptate de standard, de exemplu în domeniul feminizării sau al ortografiei, dar altele nu.
În pronunțare se observă, în grade diferite de la o regiune la alta, tendința de dispariție a opoziției vocală semiînchisă vs. semideschisă, cea dintre [ɑ] posterior și [a] anterior și cea dintre [ə] și [ø], precum și trecerea lui [œ̃] în [ɛ̃] (vezi Fonologia, fonetica și prozodia limbii franceze, secțiunea Vocale). Sub influența scrierii, unele consoane finale nepronunțate până de curând au tendința de a fi pronunțate. Dicționarele indică pentru ele ambele pronunțări: mœurs [mœːr] sau [mœrs] „moravuri”, août [u] sau [ut] „august”, but [by] sau [byt] „scop”.
În morfologia verbului, au dispărut din vorbire perfectul simplu, subjonctivul imperfect și subjonctivul mai mult ca perfect. Perfectul simplu se mai menține în narațiunea literară scrisă, dar ultimele două sunt foarte rare și în limba literară. Folosirea acestor forme verbale nu mai este cerută de standard. Regulile acordării participiului trecut este de respectat în scris, dar dispare în vorbire în puținele cazuri când se aude în mod normal. Astfel, dacă se scrie les fautes qu’il a faites „greșelile pe care le-a făcut”, unde faites trebuie să se audă [fɛt], în vorbire se aude din ce în ce mai frecvent [fɛ]. În vorbire a dispărut practic și negația ne: il mange pas în loc de il ne mange pas „(el) nu mănâncă”, ceea ce nu este acceptat de standard.
În ceea ce privește lexicul, fenomenul principal este îmbogățirea sa prin mijloace interne și externe, dintre acestea distingându-se împrumuturile din engleză (2.150 în secolul al XX-lea, dintr-un total de circa 2.500).